# دوروتی هایت
دوروتی ایرین هایت (۲۴ مارس ۱۹۱۲–۲۰ آوریل ۲۰۱۰) یک رهبر انقلابی برای جنبش حقوق مدنی بود که به دلیل مشارکت‌هایش و پیشرفت‌های ایدئولوژیک مشهور بود زیرا در حدود چهار میلیون پیرو داشت.
هایت اغلب از شخصیت‌های برجسته‌ای یاد می‌شود، زیرا وی در جنبش‌های حقوق زنان همزمان با جنبش‌های حقوق مدنی از اهمیت زیادی برخوردار بود.
وی به‌طور خاص به موضوع زنان آفریقایی-آمریکایی از جمله بیکاری، بی‌سوادی و آگاهی از رای‌دهندگان توجه داشت. او به مدت چهل سال رئیس شورای ملی زنان سیاه‌پوست بود.

## اوایل زندگی
دوروتی‌هایت در ۲۴ مارس ۱۹۱۲ در ریچموند، ویرجینیا متولدشد. هنگامی که پنج ساله بود، به همراه خانواده به رنکین، پنسیلوانیا، در حومه پیتسبورگ نقل مکان کرد، جایی که در سال ۱۹۲۹ از دبیرستان رانکین فارغ‌التحصیل شد.
وی در سال ۱۹۲۹ در کالج بارنارد پذیرفته شد، اما به محض ورود از ادامه تحصیل منع شد زیرا این مدرسه سیاست نانوشته‌ای برای پذیرش فقط دو دانش آموز سیاه‌پوست در سال داشت. وی در عوض در دانشگاه نیویورک ثبت نام کرد و در سال ۱۹۳۲ دارای مدرک کارشناسی و کارشناسی ارشد روانشناسی آموزشی شد. وی کار تحصیلات تکمیلی را در دانشگاه کلمبیا و دانشکده کار اجتماعی نیویورک دنبال کرد.

## حرفه

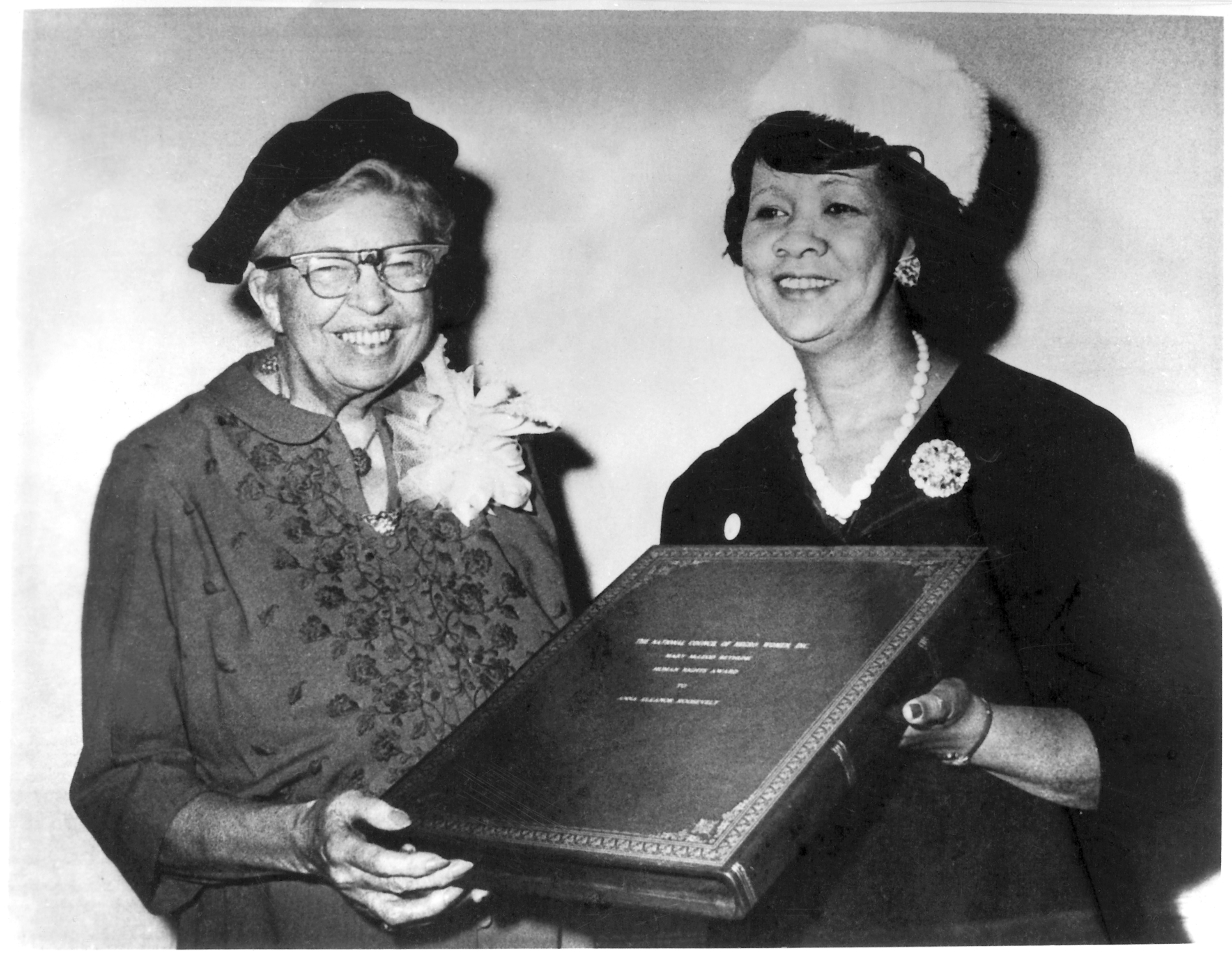
دوروتی‌هایت با النور روزولت، ۱۹۶۰

هایت به‌طور آشکار به عنوان اولین شخص و زن شناخته می‌شود که در جریان جنبش حقوق مدنی رهبر بود تا نابرابری را برای زنان و آمریکایی‌های آفریقایی‌تبار به‌طور هم‌زمان تشخیص دهد، زیرا دو نگرانی قبل از احیای قدیم به‌طور جداگانه مشاهده شده بود.

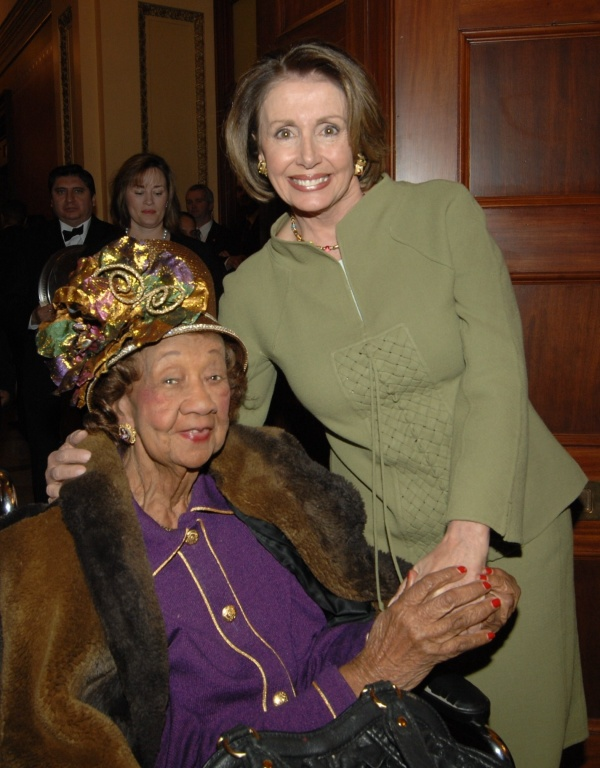
دوروتی‌هایت با رئیس مجلس ، نانسی پلوسی، ۲۰۰۹.

با شروع سال ۱۹۶۳، هایت تیمی را به نمایندگی از NCNW تشکیل داد که به سلما، آلاباما سفر می کرد و وضعیت شرایط منطقه را ارزیابی می‌کرد. گروه‌هایت از دو زن رنگین‌پوست تشکیل شده بود، هایت به همراه دکتر دوروتی فربی و دو زن سفیدپوست، کاون و شرلی اسمیت که به عنوان مدیر اجرایی کمیته ملی زنان برای حقوق شهروندی فعالیت می‌کردند. در زمان‌هایت در آنجا، او و گروهش با نوجوانان تجمع می‌کردند و در یک اجتماع کلیسایی با هدف جنبش حقوق مدنی صحبت می‌کردند.
رهبران آمریکایی از جمله بانوی اول النور روزولت مرتباً از او مشاوره می‌گرفتند. هایت رئیس‌جمهور دوایت آیزنهاور را تشویق به تفکیک مدارس و رئیس‌جمهور لیندون بی. جانسون برای تعیین زنان آفریقایی-آمریکایی در مناصب دولت کرد. در اواسط دهه ۱۹۶۰، او ستونی به نام «کلمهٔ زن» برای روزنامه هفتگی آفریقایی-آمریکایی نیویورک آمستردام نیوز نوشت.

## زندگی و مرگ
طبق تجزیه و تحلیل تاریخچه خانوادگی توسط خانواده Ancestry Inc. انجام شده‌است، خط مادری هیت ریشه‌ای در بین مردم تمنه سیرالئون مدرن امروزی دارد. دوروتی‌هایت هرگز ازدواج نکرد و فرزندی نداشت. در 25 مارس ۲۰۱۰، هایت به دلایل نامشخص در بیمارستان دانشگاه هوارد در واشینگتن دی سی بستری شد. هایت حتی در مواجهه با عوارض سلامتی، اعتراض خود را ادامه داد. وی شش هفته بعد، در تاریخ 20 آوریل ۲۰۱۰، در سن ۹۸ سالگی درگذشت. مراسم تشییع جنازه وی در کلیسای جامع ملی واشینگتن در ۲۹ آوریل ۲۰۱۰ با حضور رئیس‌جمهور باراک اوباما و بانوی اول میشل اوباما، و بسیاری از افراد قابل توجه برگزار شد. وی بعداً در گورستان فورت لینکلن در کلمر مانور، مریلند به خاک سپرده شد.

## جوایز، افتخارات و مدالها
- جایزه کاندیس برای خدمات برجسته، ائتلاف ملی ۱۰۰ زن سیاه‌پوست (۱۹۸۶)[۱۶]
- مدال شهروندان ریاست جمهوری (۱۹۸۹)
- مدال اسپینگنر از انجمن ملی پیشرفت رنگین‌پوستان (۱۹۹۳)
- جایزه آزادی از Want Franklin Delano روزولت (۱۹۹۳)
- ورود به سالن مشاهیر ملی زنان (۱۹۹۳)
- مدال آزادی ریاست جمهوری (۱۹۹۴)[۳]
- هفتمین مدال سالانه رئیس هیئت مدیره جایزه هاینز (۲۰۰۱)[۱۷]
- جایزه ملی جفرسون برای بزرگترین خدمات عمومی به نفع محرومان (۲۰۰۱)[۱۸]
- فهرست شده در لیست Molefi Kete Asante 's از 100 بزرگترین آمریکایی‌های آفریقایی (۲۰۰۲)[۱۹]
- مدال طلای کنگره توسط رئیس‌جمهور جورج دبلیو بوش به نمایندگی از کنگره ایالات متحده (مصوب ۲۰۰۳، اعطا شده ۲۰۰۴)
- یکی از ۳۴ افتخار یادبود اضافی مایل در واشینگتن دی سی (۲۰۰۵)
  - به محض مرگ وی، رئیس‌جمهور باراک اوباما دستور داد پرچم‌ها را در ۲۹ آوریل ۲۰۱۰ به احترام خود در نیمه دزد پرتاب کنند.
  - در ۲۴ مارس ۲۰۱۴، در جشن ۱۰۲ سالگرد تولد، گوگل لوگوی را با پرتره خانم‌هایت در بالای معترضین به نمایش گذاشت که با تابلوهایی به راهپیمایی می‌پرداخت.[۲۰][۲۱][۲۲]